# Дафилд (Вирџинија)
Дафилд (енгл. Duffield) град је у америчкој савезној држави Вирџинија. По попису становништва из 2010. у њему је живело 91 становника.

## Демографија
Према попису становништва из 2010. у граду је живело 91 становника, што је 29 (46,8%) становника више него 2000. године.
| Група             | 2000.       | 2010.      |
| Белци             | 62 (100,0%) | 89 (97,8%) |
| Афроамериканци    | 0 (0,0%)    | 0 (0,0%)   |
| Азијати           | 0 (0,0%)    | 1 (1,1%)   |
| Хиспаноамериканци | 0 (0,0%)    | 0 (0,0%)   |
| Укупно            | 62          | 91         |